# Dieter Hugo Thomas

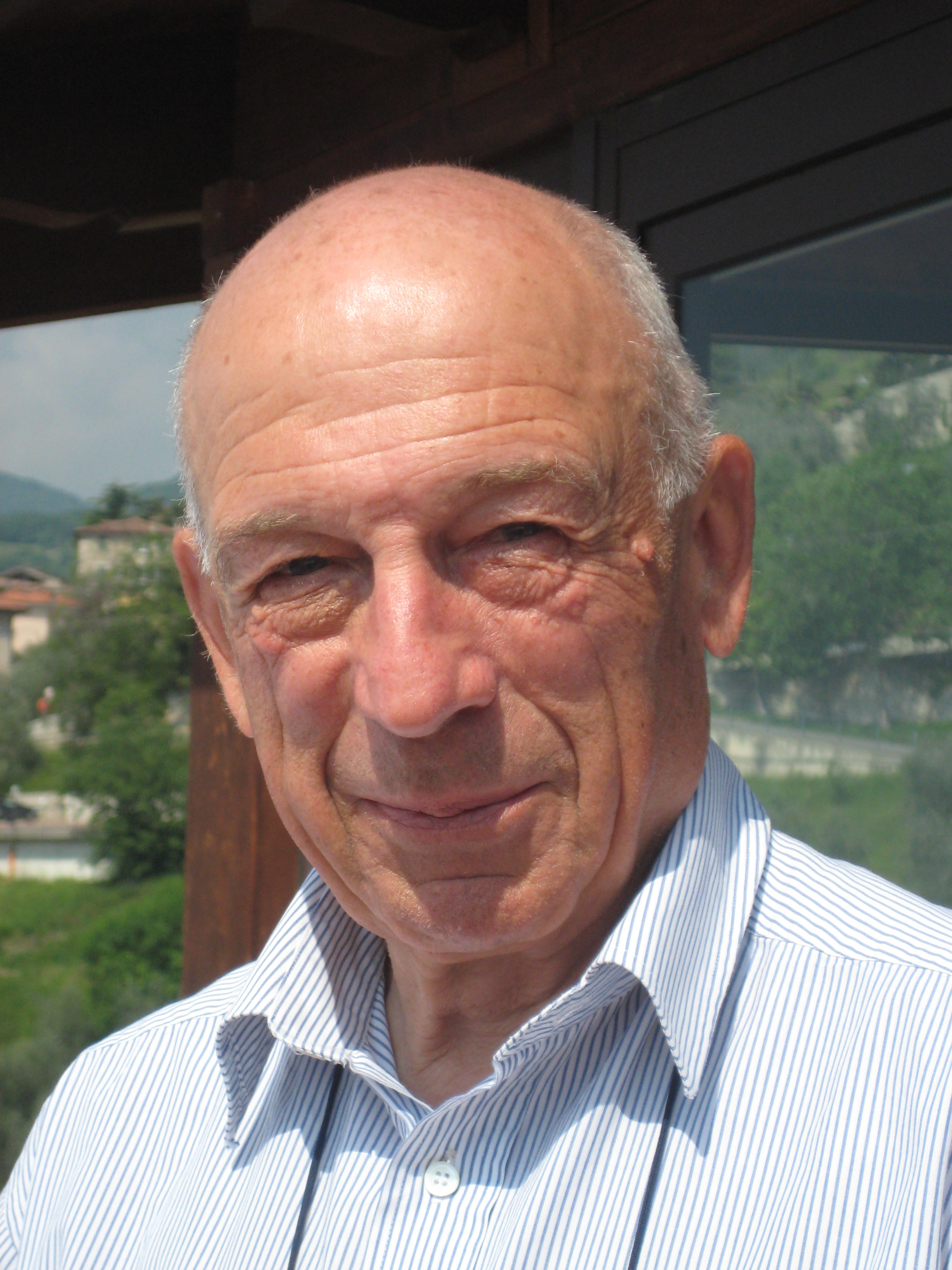
Dieter Hugo Thomas (2009)

Dieter Hugo Thomas (* 23. Februar 1937 in Pirmasens; † 13. April 2013 in Fürstenfeldbruck) war ein deutscher Testpilot, Luftfahrtsachverständiger, Veranstaltungs-/ Flugprogrammleiter der Internationalen Luftfahrtausstellung Hannover/Berlin sowie Autor und Verlagsleiter.

## Kindheit und Jugend
Nach dem frühen Tod der Eltern (Mutter 1939 verstorben, Vater 1942 im Krieg gefallen), wuchs Dieter Thomas bei Verwandten in Pirmasens auf. Dort besuchte er die Volksschule, legte 1953 die mittlere Reife an der Oberrealschule ab und absolvierte eine Schlosserlehre in der Maschinenfabrik J. Sandt AG sowie die Facharbeiterprüfung.

## Fliegerische Laufbahn
Der Beginn der fliegerischen Laufbahn von Dieter Thomas erfolgte als Segelflieger im Aero-Club Pirmasens. Sein erster Flug an der Seilwinde war mit 15 Jahren am 31. August 1952. Im Jahr 1954 hatte Dieter Thomas bereits alle damals erreichbaren Segelfluglizenzen erworben. Ab 1955 absolvierte er eine Motorflugausbildung; er wurde Jet-Pilot, Fluglehrer und Wartungstestpilot.
1964 bis 1967 folgte ein Studium der Fachrichtung Flugzeugbau an der HTL Bohne in München. Gleichzeitig war er bis 1973 Forschungstestpilot bei der DVL (später DFVLR bzw. DLR) in Oberpfaffenhofen. Von dort wurde Dieter Thomas im Rahmen der Erprobung des Senkrechtstarters Do 31 zunächst als Begleitflugzeugführer an die Firma Dornier abgestellt. Vier Jahre lang arbeitete Dieter Thomas parallel für DVL und Dornier und wurde von 1969 bis 1970 zum Erwerb der Testberechtigung Klasse 1 von beiden Arbeitgebern mit gemeinsamer Finanzierung auf die Testpilotenschule EPNER (École du personnel navigant d’essais et de réception) nach Istres/Frankreich entsandt.
Von 1973 bis 1980 war er Dornier-Projektpilot für den deutsch-französischen Militärtrainer Alpha Jet, von 1980 bis 1989 als Cheftestpilot zuständig u. a. für die Erprobung des 19-sitzigen Commuterflugzeugs Do 228 und des dreimotorigen modernisierten Flugboots Do 24 ATT.
Während dieser Zeit erfolgte der Erstflug von 6 Prototypen als Pilot in Command (Pöschel P300, Do-TST, Do-TNT, Do 228, Do 24 ATT, Weigel-Fink) und zwei Erstflüge als Copilot (Do 28 D5-X, Do 28 D6-X).

## Luftfahrtsachverständiger
Seit 1989 war er als Testpilot und Luftfahrtsachverständiger freiberuflich tätig.
Als Veranstaltungs- bzw. Flugprogrammleiter war er für das fliegerische Rahmenprogramm der Internationalen Luftfahrtausstellung (ILA) 1990 in Hannover und von 1992 bis 2006 in Berlin verantwortlich.
Für die Oskar-Ursinus-Vereinigung (OUV), dem deutschen Verein für den Flugzeugeigenbau, betreute Dieter Thomas als Gutachter eine Vielzahl von Selbstbauprojekten (HB-207, Zodiac, RV etc.) zur Einzelstückzulassung durch das Luftfahrt-Bundesamt (LBA). Von 1995 bis 1996 Leitung der OUV-Geschäftsstelle.
Auch für die Einzelstückzulassung von diversen historischen Flugzeugen/Restaurierungsprojekten durch das LBA war Dieter Thomas als Gutachter verantwortlich (u. a. Fokker Dr.I, Jak-3/7/9/11, P-51, Me 163 als Segelflugzeug, demilitarisierte Alpha Jets als Personal Jet etc.).
Im Auftrag des neu gegründeten Dornier-Museums in Friedrichshafen war Dieter Thomas für die Beschaffung und Musealisierung diverser Exponate zuständig (Do 228 Polar 2 und 4, Do 31 E-1, Do 29 V1) sowie für die Organisation des fliegerischen Teils der Eröffnungsveranstaltung am 23. Juli 2009.

## Luftfahrtverlag
In dem im Jahr 1995 gegründeten TFT-Verlag gab Dieter Thomas sowohl zahlreiche eigene Bücher und Schriften heraus als auch Fachbücher von anderen Flugversuchsspezialisten.

## Diverses
Neben seiner fliegerischen Laufbahn engagierte sich Dieter Thomas auch in der Lokalpolitik. Im Jahr 1965 war er Mitbegründer der Brucker Bürgervereinigung (BBV), Fürstenfeldbruck und wurde 1966 als erstes BBV-Mitglied in den Stadtrat gewählt. Er war verheiratet und hatte zwei Kinder.

## Rekorde/Auszeichnungen
„Diplôme de Record“ der Fédération Aéronautique Internationale (FAI): Anlässlich des Aérosalon Le Bourget erflog das Team Drury Wood (Pilot in Command) und Dieter Thomas (Copilot) am 27. Mai 1969 mit der Do 31 fünf Weltrekorde
Am 29. September 2007 wurde er zum Fellow der Society of Experimental Test Pilots (SETP) ernannt.

## Mitgliedschaften
- Society of Experimental Test Pilots (SETP), Upgrade zum „Fellow“ am 29. September 2007
- Oskar-Ursinus-Vereinigung für deutschen Verein für den Flugzeugeigenbau (OUV); Leiter der OUV-Geschäftsstelle 1995 bis 1996
- European Airshow Council (Vorstandsmitglied von Nov. 2002 bis Feb. 2007)
- Stiftung Mayday
- Alte Adler

## Vorträge/Publikationen
- Mein Flieger- und Testpilotenleben, Vortrag UL- und Motorfliegertag des Luftsportverbands Rheinland-Pfalz e. V., 3. November 2012
- Die Rolle des Testpiloten bei der Flugerprobung, Vortrag DGLR-Symposium Angewandte Flugeigenschaften bei der Entwicklung des Alpha Jet am 24. September 1981 in Darmstadt (PDF; 630 kB)
- Die deutschen Senkrechtstart-Flugzeuge, Vorträge DGLR-Symposium, 31. März 2000 Oberschleißheim, Hrsg. DGLR, ISBN 3-932182-10-3.
- Bücher und Schriften des TFT-Verlags
- Pilot Report: Socata/Mooney TBM 700, aerokurier 1/1990
- Pilot Report: Cessna/RAM 414AW, aerokurier 4/1991
- Pilot Report: Piaggio P.180 Avanti, aerokurier 2/1992

## Medienberichterstattung/Weblinks
- Testpiloten, Hrsg. Wolfgang Späte, ISBN 3-925505-23-7 (Aviatic Verlag)
- Eine Dokumentation zur Geschichte des Hauses Dornier (Hrsg. Dornier GmbH Friedrichshafen/München)
- Da flieg ich doch vom Dach weg, Süddeutsche Zeitung, 6. April 2008
- Ben Dunnell: Dieter Thomas – The career of Germany’s leading airshow man – from demo pilot to Berlin organiser, Aircraft Illustrated, Juni 2008, S. 67–71 (englisch)
- Reportage auf N24: Schwebezustand – Mission Deutscher Senkrechtstarter (Do31/Dieter Thomas ab Minute 16:13)
- Reportage Take-off TV: Patrouille Suisse (Dieter Thomas ab Minute 10:24)
- Website Do-31-Programm „Die Macher“, abgerufen am 14. April 2020
- Internationale Luftfahrtausstellung Berlin
- Vita Dieter Thomas